# Tornborg & Lundberg
Tornborg & Lundberg AB var ett stort industriföretag från Stockholm, som sålde allehanda maskiner för bygg- och anläggningsindustrin (till exempel byggkranar, grävmaskiner och cementblandare). Det handlade i första hand om importerade maskiner, men även om egen tillverkning. Den egna tillverkningen skedde främst i de två dotterbolagen A.-B. Gullbergs & Co. Mekaniska Verkstad i Lindås (förvärvad 1916), samt Sala Maskinfabriks A.B. (förvärvad 1924). Den sistnämnda verkstaden såldes 1972 vidare till Boliden AB.

Bland övriga dotterbolag kan nämnas AB Tolu (försäljning av vattenreningsfilter), Torno Maskin AB (försäljning av sågverksmaskiner), samt Sunne Mekaniska Verkstad (tillverkning av sågverksmaskiner). 
Företaget Tornborg & Lundbergh A.-B. grundades av Hjalmar Tornborg och Harald Lundbergh år 1882, företagets adress var då Köpmangatan 5 i Stockholm (stadsdel: Gamla stan).

Under åren bytte företaget både stavning och adress vid flera tillfällen. År 1907 bytte företaget namn till Tornborg & Lundberghs Eftr. A.B., 1936 fick man namnet Tornborg & Lundbergh A.B., för att slutligen 1942 bli Tornborg & Lundberg AB.

Från och med en omorganisation 1971 användes en ny logotyp, samt namnet Tornborgs i samband med marknadsföring och liknande, men företagets juridiska namn förblev Tornborg & Lundberg AB.

Enligt en annons i tidningen Dagens Nyheter 21 maj 1979 meddelade företaget att man ställde in betalningarna för att träda i likvidation, en svensk industriepok var därmed över.